# Earl Boykins

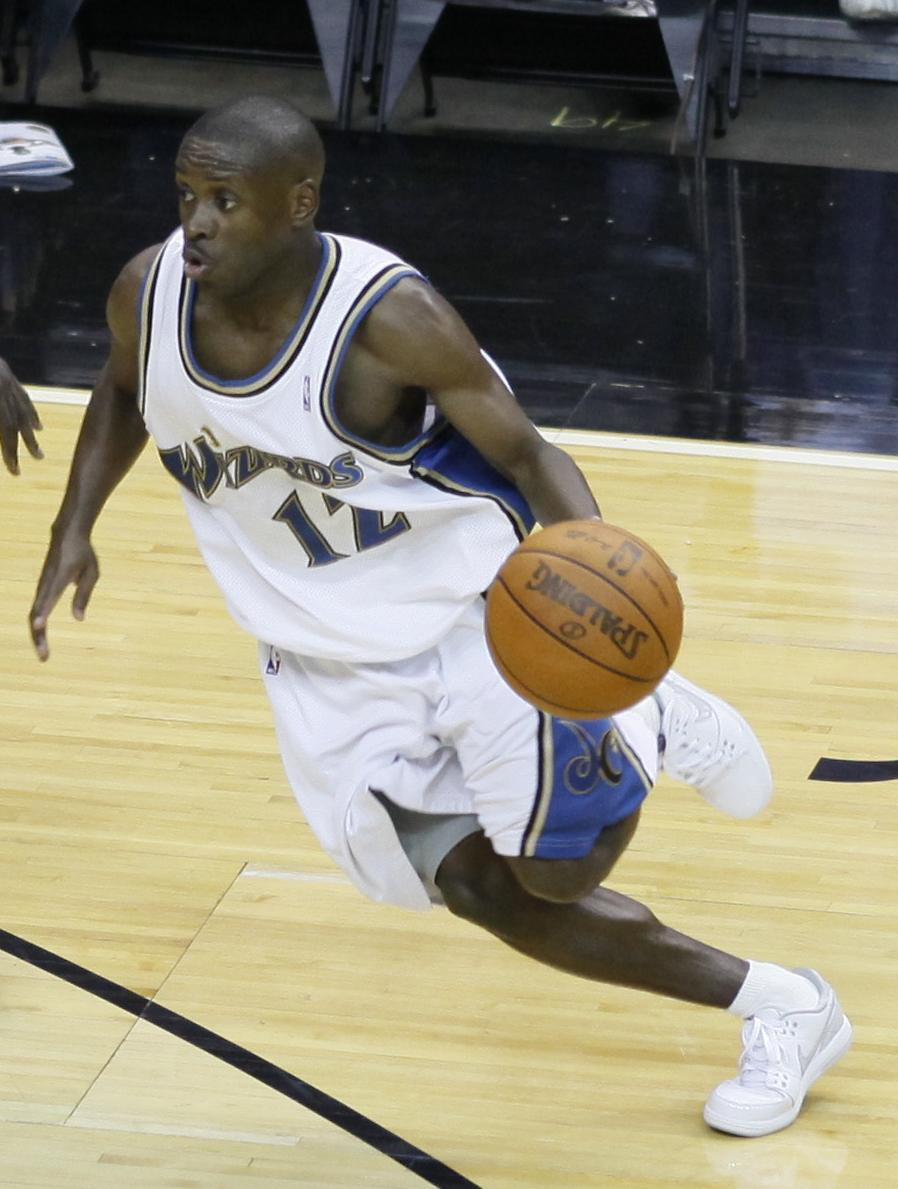
Earl Boykins

Earl Antoine Boykins, född 2 juni 1976 i Cleveland, Ohio, är en amerikansk före detta basketspelare. 
Bland annat är han den kortaste spelaren som gjort över 30 poäng i en NBA-match. Han hade även tidigare rekordet i antal poäng gjorda på övertid (15).
I början av Boykins karriär var det få som vågade satsa fullt ut på den lille guarden och han fick bara korttidskontrakt med flera olika klubbar innan han till sist lyckades få ett kontrakt med Denver Nuggets. Där användes han mest som så kallad "Sixth Man" (sjätte man), som mest kommer in från bänken för att gjuta energi i laget. Han spelade i Denver mellan 2003 och 2007 innan han blev tradad till Milwaukee. Efter säsongen 2007-2008 blev han free agent och lämnade då NBA för att istället spela för Virtus Bologna i den italienska högstadivisionen.